# لیلیانا تلینی
لیلیانا تلینی (ایتالیایی: Liliana Tellini؛ ۱۹ ژانویهٔ ۱۹۲۵ – ۱۵ ژوئن ۱۹۷۱) بازیگر اهل ایتالیا بود.
از فیلم‌ها یا برنامه‌های تلویزیونی که وی در آن نقش داشته‌است، می‌توان به تاجر ونیزی اشاره کرد.